# 더 우먼 인 더 야드
"더 우먼 인 더 야드"(영어: The Woman in the Yard)는 2025년 개봉한 미국의 심리 공포 영화로, 자우메 코예트세라가 감독을 맡았다.